# 周學健
周學健（生年不詳—1748年），字勿逸，又字力堂。江西省南昌府新建縣（今屬南昌市）人，中國清朝政治人物。

## 經歷

### 翰苑出身
雍正元年（公元1723年）癸卯恩科江西鄉試第一名舉人（解元），同年聯捷第二甲第六名進士出身。點翰林院庶吉士。雍正三年（1725年），翰林院散館，授編修。充一統志館纂修。 
雍正七年（1729年），因丁父憂返鄉。十年（1732年）服闕，復官翰林院編修。充順天鄉試同考官。十一年（1733年），充會試同考官。十三年（1735年）五月，充四川鄉試副考官。九月以編修提督福建學政，十一月四日赴任。乾隆元年（1736年），遷翰林院侍講，仍任福建學政。次年升侍講，遷右庶子，仍任福建學政。
乾隆四年（1739年），改右庶子，正月充三禮館纂修。二月充會試同考官。三月遷翰林院侍講學士。六月遷侍讀學士。乾隆五年（1740年）二月，充日講起居注官。六月遷詹事府少詹事，十二月六日遷內閣學士，充三禮館副總裁。

### 刑部侍郎
乾隆六年（1741年）二月十七日，周學健署理刑部右侍郎。充明史綱目副總裁。三月八日遷戶部右侍郎，仍兼署刑部右侍郎。十月三日改刑部右侍郎。
- 七月，奉命赴山東查辦御史瑪昇參私票鹽價一案，周學健隨後覆奏：「東省私收票價實無其事，即票商亦無立窩價名色。惟是票鹽地方充革無定，遂啟攘奪之端。現在商湖淄川票地，係濟東道張體仁子姪冒充，居官牟利，不可不戒。」
- 又查奏給事中馬宏琦彈劾袞州府知府沈斯厚挾私人怨嫌誣告滕縣知縣李鱓隱瞞盜案，並向屬官借貸銀款有證據。都下部依律論罪。
- 當時衍聖公孔廣棨參劾曲阜縣縣令孔毓琚營私枉法，周學健奉旨審訊。裁判孔毓琚超收稅銀、扣禁卒民壯工食二款罪狀屬實，擬定處杖刑、徒刑，乾隆帝聽從之。
- 九月，奏報：「查明兗州府知府沈斯厚有虧空情弊，請將該員虧空各款銀兩并案審明，是侵是那究擬具題，并請將滋陽知縣茅瑛解任，一併查審。」
- 十二月，陳奏：「捕治老瓜賊各條：一、賊所居本籍，該地方官獲一名者議敘，其夥黨有曾同行竊案，並跟隨學習；尚未同行者，必逐名搜捕，分別辦理究處拏獲，將本地方官議處，隣佑地保治罪。一、窩家必盡究，無使漏網，承問官草率結案，照盜案刪去窩家例議處。一、老瓜賊均係謀財害命，較隨行夥盜尚未傷人者，情罪已重，無論曾否下手加工，但係知情同行，皆立決。一、塘兵自日入至二更，自五更至天明，上下汛輪番傳旗，沿途巡查，遇行客護送前行，如停臥即責革汛弁并參。一、凡道路無主屍身，係老瓜賊謀害者，文武官俱照盜案勒限緝拏，或避重就輕，混以是讐非盜立案者，照諱盜例議處，仍於發覺時通行嚴捕，無使疎脫。」下部議決實行。

乾隆七年（1742年）：刑部右侍郎。三月奉命前往安徽、江蘇會同督撫查辦災賑、水利事務。
- 三月，與督撫合奏：「銅市有石林、黃村二口，黃水衝刷，灌淹民田。應堅築土壩，砌石幫護。沛縣縷水隄決口，應自華山起至斜隄止，堵築堅實。再於金陵鎮迤下尾閭，疏濬深通。碭山縣小神湖上流有隄河一，受河南虞城潦水，由朱家窪歸湖；又大溝一，由紀家窪歸湖，湖尾全藉馬家溝宣洩俱急，宜修濬。邳州沂水河隄衝決六處，應補築。山陽縣西民田濱白馬湖，應築隄捍禦，建涵洞。阜寧敦墅湖南通射陽湖，為洩水要道，宜去積淤。以上六州縣工程，應先興舉。至海州薔薇河洩沭陽上游山水，及青伊湖積潦，年久淤塞，散漫為害。河尾舊閘頹廢，不能啟閉，均應濬修。」下部議行。
- 四月，上疏言：「鳳、潁、泗三屬，賑後又借給兩月口糧，固可寬一時之急，但積歉之區，元氣未復，秋成徵完，難免追呼。請將所借改為加賑免徵。」乾隆帝聽從之。
- 八月，安徽江蘇再度水災，受命偕同直隸總督高斌前往，會同督撫辦理。隨後合奏：「向來樂善好施人等定有議敘之例，祇就本有職銜，量予敘用，並加級、紀錄等款。今請倣其例，量為擴充，准各省急公人員出貲備賑。原有職銜者，酌予即用議敘；無職銜者，量出貲多寡，京職自中行評博以下，外職自同知以下，分別議敘，予以即用，俾得邀榮仕宦。自必踴躍捐輸，而窮黎均沾惠澤，於賑卹大有裨益。」下部議行。

乾隆八年（1743年），改刑部左侍郎。

### 福建巡抚
乾隆八年（1743年）四月二十四日，周學健以刑部左侍郎署理福建巡撫，十月二十日授福建巡撫，加兵部侍郎、右副都御史銜。
- 十月，辦理琉球國進貢官員返國事宜[4]。
- 十二月，上疏：「閩省督、撫、將軍標兵每各會標一次，需賞銀一千兩。又駐防八旗兵，每冬演放火礮，需彩紅銀八十兩，向於耗羨存公項內支給。後總督郝玉麟以耗羨應支養廉，入不敷出，將此項裁減。操演為國家鉅典，海疆要務。查現有寺租歸公銀，懇撥給應用。」得到旨意允准實行。

乾隆九年（1744年）：福建巡撫、兵部侍郎右副都御史銜。八月署理浙閩總督。管理福建學政事務。
乾隆十一年（1746年）：福建巡撫、兵部侍郎右副都御史銜。

### 南河总督
乾隆十一年（1746年）：九月八日遷江南河道總督。加太子少保銜。
- 正月，疏言：「採買臺郡餘粟，民運便於官運。凡商民由內地赴臺買穀者，呈明漳、泉地方官，取結赴廈門同知領照；由臺運穀赴廈門者，呈明臺郡地方官取結，赴臺防同知取照。出口進口，均行盤驗，聽赴漳、泉府屬公平糶買，其地民食可倍寬裕。」朝廷依從。

乾隆十三年（1748年）：太子少保、江南河道總督、兵部侍郎右副都御史銜。

### 獲罪赐死
乾隆十三年（1748年）閏七月十六日，周學健因事獲罪革職，前往直隸督修城工效力贖罪。同年八月，江南總督鄂爾泰奏報周學健於孝賢純皇后喪事百日內剃頭，不查究。江西巡撫開泰奏報在周學健原籍查出袞沂曹道吳同仁賄賂囑託舉薦之書信。十月中旬，在江南、閩浙全面徹查周學健於河道總督任內虧空。下旬，由大學士高斌、署兩江總督策楞調查會審營私婪賄屬實，擬斬，乾隆帝下旨賜自盡。

### 引用
1. ↑  法式善《清秘述聞三種》上冊卷五，第153页
2. ↑  蕭奭《永憲錄》卷二
3. ↑  1741年1月22日
4. ↑  內閣庫檔041549號
5. ↑  內閣庫檔019445號
6. ↑  軍機處檔002867號
7. ↑  軍機處檔003566號